# Étienne Drjislav
 (avril 2013).
Si vous disposez d'ouvrages ou d'articles de référence ou si vous connaissez des sites web de qualité traitant du thème abordé ici, merci de compléter l'article en donnant les références utiles à sa vérifiabilité et en les liant à la section « Notes et références ».
Étienne Drjislav (en croate, Stjepan Držislav) fut roi de Croatie de 969 à 997. Fils et successeur de Mihajlo Krešimir II, de la dynastie des Trpimirović, et de Hélène (Jelena) de Zadar. Sa capitale était Biograd et il dirigea le pays conjointement avec le ban Godemir.
Pendant sa minorité, la régence fut exercée par sa mère Jelena, de 969 à la mort de celle-ci en 976. Améliorant les relations avec l'Empire byzantin, il s'allia avec l'empereur Basile II contre le tsar bulgare Samuel et reçut, en 986, l’administration des cités dalmates avec le titre d’éparque et de patrice impérial. Le roi reçut également de l'empereur, pour la première fois dans l'histoire du pays, les insignes royaux, le titre de « grand-duc » et le titre de « roi de Croatie et de Dalmatie » (988). Il fut officiellement couronné à Biograd, en 988, par l'archevêque de Salone.
Étienne Drjislav délégua une grande partie de son pouvoir à ses puissants gouverneurs (bans). Il fit de considérables efforts pour intégrer la minorité latine du pays à la majorité croate.
Vers la fin de son règne (fin des années 980, début des années 990), le roi donna à son fils ainé - Svetoslav - le titre de duc et Svetoslav devint codirigeant de l'État. À la mort d'Étienne Drjislav, une guerre civile éclata entre son fils aîné Svetoslav Suronja (997–1000) et ses deux frères cadets, Krešimir III (1000–1030) et Gojslav (cosouverain avec Krešimir, 1000–1020).